# Королевский убийца
«Королевский убийца» (англ. Royal Assassin) — роман американской писательницы Робин Хобб, относящийся к Вселенной Элдерлингов. Продолжение романа «Ученик убийцы», вторая книга трилогии «Сага о Видящих». Впервые роман был опубликован в апреле 1996 года издательством Spectra в (США).

## Сюжет
Фитц (англ. Fitz) с трудом приходит в себя после попытки отравления. Он мечется, сначала клятвенно обещает себе больше не возвращаться на службу к королю, но в итоге, все же приезжает в Баккип. У него начинается роман с подругой детства Молли, в которую он влюблен уже много лет. После неудавшегося покушения, принц Регал (англ. Regal) старается любыми способами навредить Фитцу. Чтобы отгородить Молли от происков жестокого принца, леди Пейшенс (англ. Patience) берет ее на работу в замок в качестве своей служанки. Молодые очень счастливы: Фитц даже обращается к королю Шрюду (англ. Shrewd) за разрешением жениться. Но сильно постаревший и больной правитель сообщает, что уже выбрал для него невесту.
Война с Красными Кораблями сильно истощает молодого принца Верити (англ. Verity), который используя фамильную магию Силы (англ. Skill) пытается противостоять налетчикам. Земли Шести Герцогств продолжают терроризировать «перекованные». Верити отправляет Фитца выслеживать отряды «перекованных», которых стали все чаще замечать вблизи замка. В этом походе Фитцу помогает волчонок, которого тот спас на городском рынке. Их дружба переросла в крепкую связь при помощи магии Дара (англ. Wit). Из-за плотного графика Фитц все меньше времени проводит с Молли, что совсем не идет на пользу их отношениям. В один день Молли сообщает Фитцу, что уходит от него ради другого и уезжает из замка. Фитц открывает ей тайну о своей работе, в надежде, что это поможет удержать девушку, но нет. Девушка бесследно исчезает из его жизни.
Испытав все доступные способы борьбы с Красными кораблями, Верити отправляется на поиски древних Элдерлингов, которые по легенде уже однажды пришли на помощь Видящим. Он оставляет в замке свою невесту Кетриккен и уезжает в горы вместе с небольшим отрядом. Народ Шести Герцогств плохо принимает подобное решение и расценивает его как бегство. Король Шрюд слабеет на глазах и единственным человеком, который видит, что болезнь правителя неслучайна, оказывается его личный Шут (англ. Fool). Он делится своими переживаниями с Фитцем. Между двумя отшельниками завязывается странная дружба.

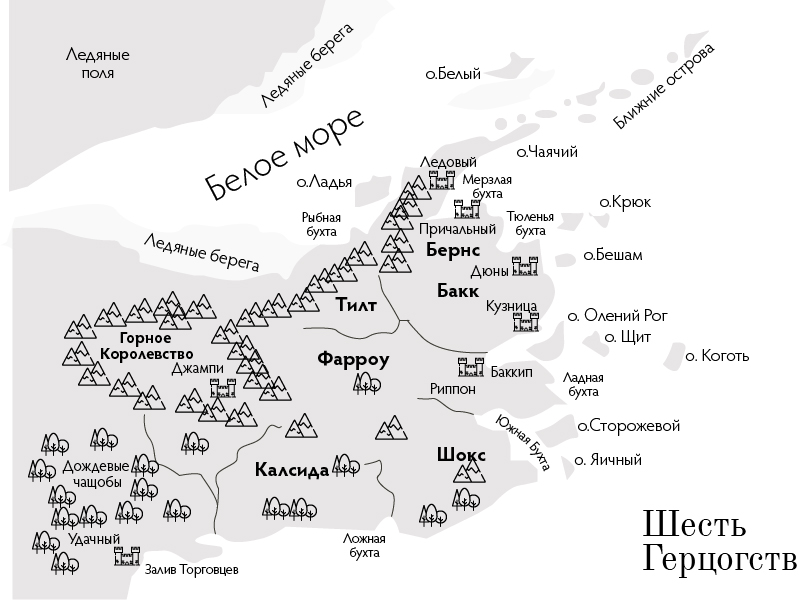
Карта Шести Герцогств

В это время принц Регал сообщает, что ему пришла весть о том, что наследный принц Верити мертв. Он предпринимает попытку покушения на жизнь Кетриккен и ее еще неродившегося ребенка, наследника Верити. Фитц используя свою плохо контролируемую Силу узнает, что Верити все еще жив. Он вместе с Чейдом и Барричем начинают разрабатывать план побега для Кетриккен. Фитц открывает королю Шрюду весть о том, что его сын все еще жив, но король умирает при попытке связаться с ним Силой. На Фитца нападает Круг Силы, который, как он выяснил, все это время высасывал из Шрюда жизненную энергию. Фитц расправляется с ними. Одного из преследователей он убивает на глазах изумленной толпы в Королевском Большом Зале. Регал обвиняет Фитца в убийстве короля при помощи Дара и сажает его в тюрьму, где пытаясь добиться признания в использовании запрещенной древней магии, избивает и пытает его. Фитц, не в силах больше сопротивляться издевательствам Регала, по совету Баррича, при помощи Дара переносит свое сознание в тело Ночного Волка. Фитца объявляют мертвым. После смерти его публично признают виновным во всех преступлениях. Леди Пейшенс хоронит Фитца.
Через пару дней после этого Чейд и Баррич, которые в отсутствии Фитца организовали побег Кетриккен из замка, эксгумируют тело Фитца. После долгих уговоров, они убеждают сознание Фитца вернуться в тело. Фитц оживает.

## Критика
«Хобб удается создать королевство, которое выглядит как сказка, но воспринимается как реальный мир. Поэтому абсолютно невозможно не прогрузиться в этот фантастический эпос» — пишет Publishers Weekly в своей рецензии. Основные критические замечания к роману связаны с проблемой «второй книги». «Большая часть этой книги была потрачена на то, чтобы подготовить почву для третьей части, из-за этого не покидало ощущение, что кто-то „толчет воду“, пишет портал FantasyMatters. „Королевский убийца“ — отличная вторая книга „Саги о Видящих“ Робин Хобб. Роман полон действий, отличных персонажей, сильных эмоций, политических интриг и безобразного предательства», — сказано в рецензии портала FantasyLiterature.

## Награды
В 1996 году роман «Королевский убийца» был номинирован на премию Best Novel Awards Британского Фэнтези Общества.